# Dany Nounkeu
Dany Achille Nounkeu Tchounkeu (* 11. April 1986 in Yaoundé) ist ein ehemaliger kamerunisch-französischer Fußballspieler.

## Karriere

### Verein
Nounkeu kam in der kamerunischen Hauptstadt Yaoundé auf die Welt. Hier begann mit dem Vereinsfußball in der Jugend seines Heimatvereins Collège Vogt Atletic. Mit neunzehn Jahren wechselte er in die Reservemannschaft von FC Metz. 2006 heuerte er beim französischen Amateurverein CSO Amnéville an. Hier spielte er zwei Spielzeiten und kam zu 16 Ligaeinsätzen. 2008/09 wechselte er zum französischen Viertligisten FC Pau. Hier kam er in einer Saison auf 24 Einsätze und wurde während dieser Saison von mehreren Scouts beobachtet. Folglich wechselte nach einem Jahr bei FC Pau zum französischen Spitzenklub Toulouse FC. In Toulouse wurde er regelmäßig eingesetzt und machte so 18 Ligaspiele. Zur Spielzeit 2010/11 einigte er sich mit dem türkischen Erstligisten Gaziantepspor und wechselte in die türkische Süper Lig. Nach anfänglichen Umstellungsproblemen eroberte er sich im November 2010 einen Stammplatz im Profi-Team und zählt seitdem zu den Leistungsträgern seines Teams. Am 8. Juni 2012 wurde der Transfer von Dany Nounkeu zu Galatasaray Istanbul offiziell bekanntgegeben. Er unterschrieb für vier Jahre und Galatasaray zahlte an Gaziantepspor eine Ablösesumme von 3,3 Millionen €. Sein erstes Pflichtspiel für die Rot-Gelben absolvierte er am 13. August bei der Supercup-2012-Begegnungen gegen den Erzrivalen Fenerbahçe Istanbul. Kurz vor dem Ende der Wintertransferperiode der Saison 2013/14 wurde Nounkeu für ein halbes Jahr an den Stadtrivalen Beşiktaş Istanbul verliehen. Beşiktaş Istanbul besaß für ihn eine Kaufoption, mit einer Ablöse von 1,8 Millionen Euro, die bis zum 31. Mai 2014 gültig war. Seit der Saison 2014/2015 ist Nounkeu beim FC Granada unter Vertrag. Bislang blieb er allerdings ohne Einsatz. Nachdem er im Sommer 2014 für die Dauer für einer Saison an FC Granada ausgeliehen wurde, kehrte er zur Winterpause 2014/15 vorzeitig zu Galatasaray zurück und wurde anschließend für die Rückrunde an den französischen Klub FC Évian Thonon Gaillard ausgeliehen. Zur Saison 2015/16 löste Galatasaray den Vertrag mit Nounkeu auf. Bursaspor verpflichtete ihn ablösefrei. Bereits nach einer Saison zog er innerhalb der türkischen Süper Lig zu Kardemir Karabükspor weiter. In der Winterpause 2017/18 folgte dann der Wechsel zu Ligakonkurrent Akhisar Belediyespor. Dort blieb er anderthalb Spielzeiten, war dann ein Jahr vereinslos und schloss sich im Dezember 2020 Erstligist AS Arta/Solar7 aus Dschibuti an, wo er am Ende der Saison die Meisterschaft feiern konnte. Anschließend spielte Nounkeu mit dem Verein in der CAF Champions League, schied jedoch schon in der ersten Runde mit 1:1 und 0:3 gegen den Tusker FC aus. Im Sommer 2022 beendete Nounkeu dann nach der zweiten gewonnenen Meisterschaft seine aktive Karriere.

### Nationalmannschaft
Nounkeu nahm mit der kamerunischen U-17-Nationalmannschaft an der U-17-Fußball-Weltmeisterschaft 2003 und schied hier mit seinem Team bereits in der Gruppenphase aus dem Turnier aus. Sein Debüt für die A-Nationalmannschaft gab Nounkeu im März 2010 bei einem Freundschaftsspiel gegen Italien (0:0) und kam in den folgenden vier Jahren auf insgesamt 18 Partien, die letzten beiden davon während der Weltmeisterschaft 2014 in Brasilien.

## Erfolge
Gaziantepspor
- Spor-Toto-Pokalsieger: 2012

Galatasaray Istanbul
- Türkischer Superpokalsieger: 2012
- Türkische Meister: 2013
- Türkischer Pokalsieger: 2014

Akhisar Belediyespor
- Türkischer Pokalsieger: 2018
- Türkischer Superpokalsieger: 2018

AS Arta/Solar7
- Dschibutischer Meister: 2021, 2022